# لوكاس دا كونا
لوكاس دا كونا (بالفرنسية: Lucas Da Cunha)‏ هو لاعب كرة قدم فرنسي في مركز الوسط، ولد في 9 يوليو 2001 في روآن في فرنسا. لعب مع ستاد رين.

## وصلات خارجية
- لوكاس دا كونا على موقع الاتحاد الأوربي (الإنجليزية)
- لوكاس دا كونا على موقع رابطة كرة القدم الفرنسية للمحترفين (الإنجليزية)
- لوكاس دا كونا على موقع إي إس بي إن إف سي (الإنجليزية)
- لوكاس دا كونا على موقع قاعدة بيانات كرة القدم.إي يو (الإنجليزية)
- لوكاس دا كونا على موقع Soccerbase.com (لاعب) (الإنجليزية)
- لوكاس دا كونا على موقع Soccerway.com (الإنجليزية)
- لوكاس دا كونا على موقع عالم كرة القدم.نت (الإنجليزية)